# Заслужений діяч науки Російської Федерації
Заслу́жений дія́ч нау́ки Росі́йської Федера́ції (рос. Заслуженный деятель науки Российской Федерации) — державна нагорода, почесне звання Російської Федерації (РФ).
Нагорода встановлена відповідно до Указу Президента Російської Федерації від 30 грудня 1995 року № 1341 «Про встановлення почесних звань Російської Федерації, затвердження положень про почесні звання і опису нагрудного знака до почесних звань Російської Федерації».
Почесне звання «Заслужений діяч науки Російської Федерації» присвоюється видатним вченим за особисті заслуги:
- у розробці пріоритетних напрямів науки і техніки, що сприяють здійсненню російськими організаціями суттєвого наукового і технологічного прориву, а також забезпечення лідерства Російської Федерації в науковому світі;
- в успішному впровадженні та використанні наукових розробок та їх результатів у високотехнологічному виробництві;
- у створенні міжгалузевих наукових шкіл, у тому числі в галузі нанотехнологій;
- у розвитку та здійсненні науково-дослідної діяльності в освітніх організаціях вищої освіти Російської Федерації із залученням до роботи студентів, аспірантів і молодих вчених.

Почесне звання «Заслужений діяч науки Російської Федерації» присвоюється за наявності у особи, представленої до нагородження, наукового ступеня доктора наук та висновку президії профільних державних академій наук про визнання результатів наукової та науково-практичної діяльності.